# John Gréen
John Gustaf Gréen, född 9 november 1878 i Östra Vingåkers församling, Södermanlands län, död 4 maj 1964, var en svensk trädgårdsman. Han var far till Sven Gréen.
Gréen, som var son till en maskinist, studerade vid Södermanlands läns folkhögskola 1900–1901, avlade trädgårdsmästarexamen 1903, var assistent och lärare vid Kungliga Lantbruksakademiens trädgårdsskola från 1903. Han studerade även vid en rad trädgårdsinstitut i utlandet. Han var sekreterare i Stockholms Gartnersällskap 1916–1933, ordförande där från 1933, vice ordförande i Gartnerfonden, ordförande i Fältarbetareförbundet och sekreterare i Svenska Pomologföreningen 1921–1925. Han författade en rad skrifter inom trädgårdsfacket och skrev ett flertal artiklar i tidskrifter. Han var ledamot av Kungliga Lantbruksakademien.